# 칼라타유드

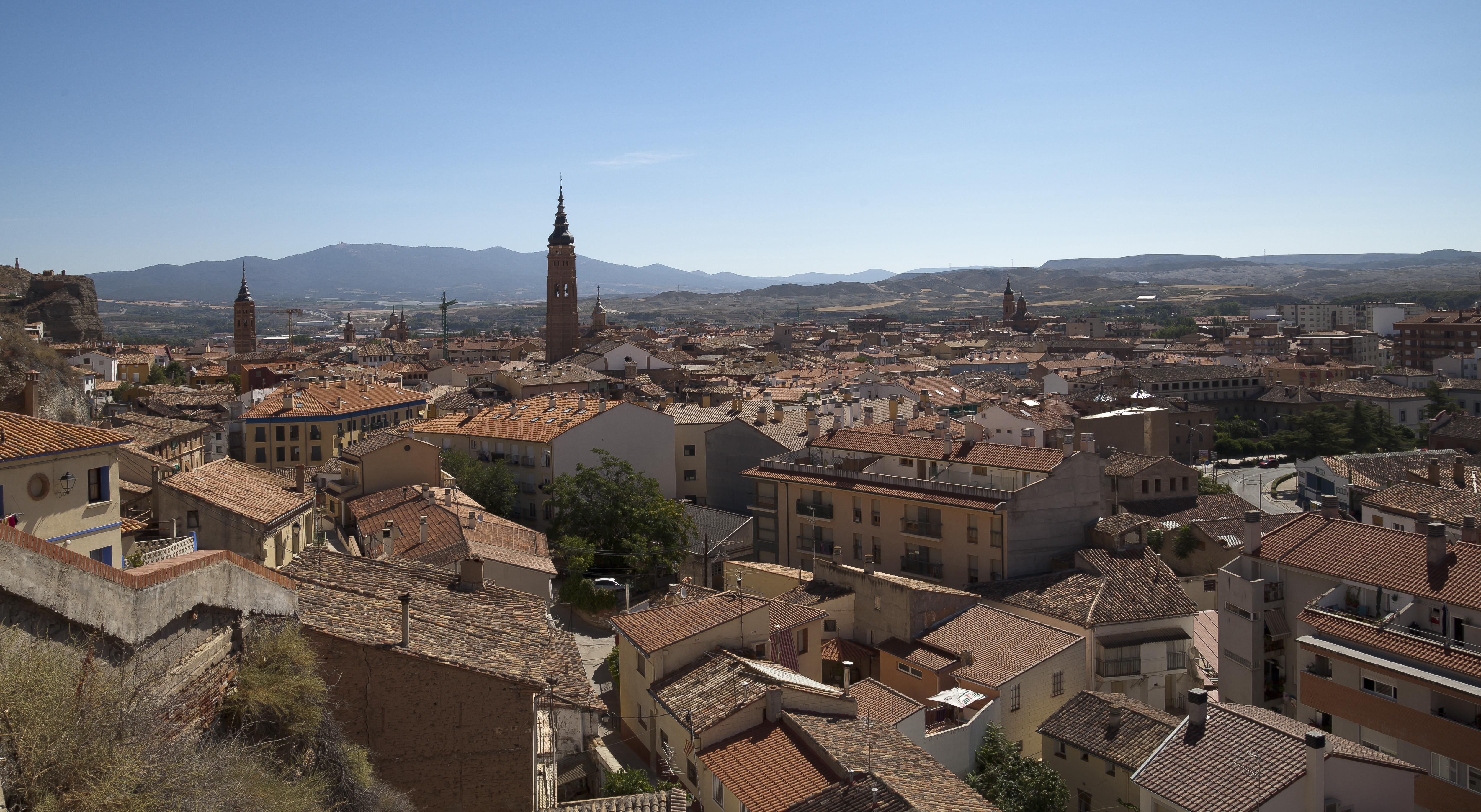
라 페냐에서 바라본 칼라타유드의 풍경

칼라타유드(아라곤어: Calatayú, 스페인어: Calatayud)는 스페인 아라곤 사라고사 주의 자치구이다.